# Dmitrò Krivtsov
Dmitrò Ivànovitx Krivtsov (en ucraïnès Дмитро Іванович Кривцов; Pervomaisk, província de Mikolaiv, 3 d'abril de 1985) és un ciclista ucraïnès, que fou professional des del 2008 fins al 2016.
El seu germà gran Iuri també fou un ciclista professional.

## Palmarès
- 2008
  - Vencedor d'una etapa al Gran Premi de Donetsk
  - Vencedor de 2 etapes al Tour de Ribas